# Caravia
Caravia – gmina w Hiszpanii, w prowincji Asturia, w Asturii, o powierzchni 13,36 km². W 2011 roku gmina liczyła 520 mieszkańców.